# Westinghouse Electric

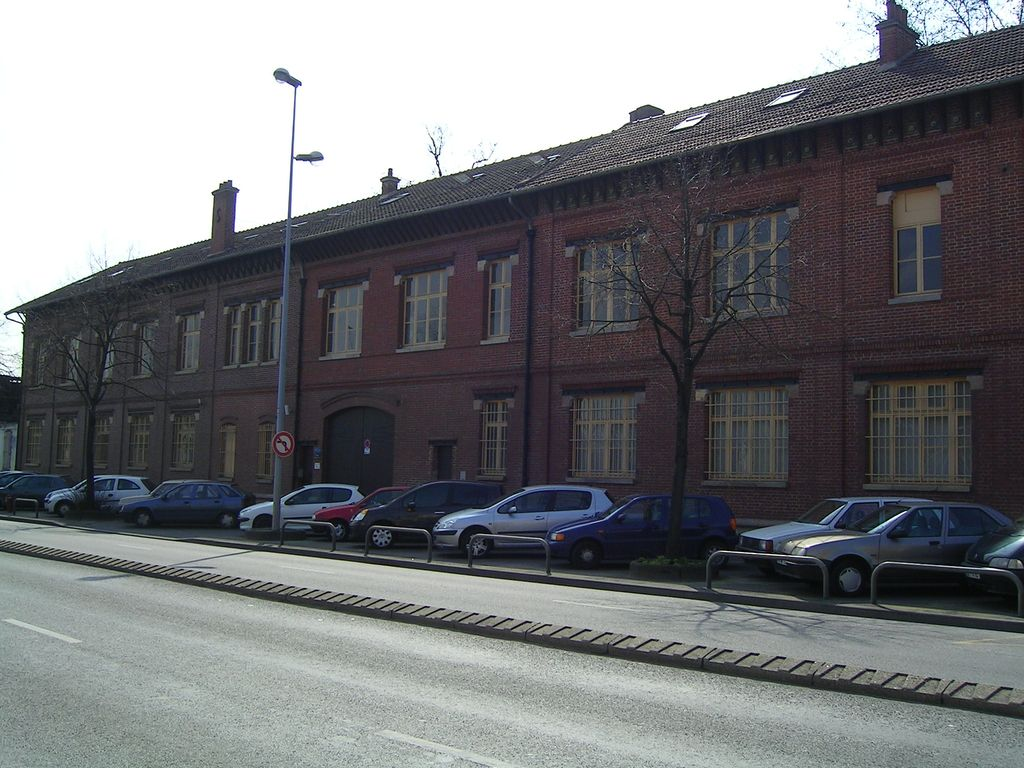
Old Mill Westinghouse Sevran

Westinghouse Electric Corporation és una empresa dels EUA fundada per George Westinghouse a 1886 sota el nom de Westinghouse Electric Company  . Va ser adquirida el 2006 per la companyia japonesa Toshiba.
Es treballa en els camps del disseny i la fabricació d'elements combustibles nuclears, els serveis especialitzats associats a la indústria i l'enginyeria, disseny i construcció de noves plantes.

## Història
- 1889, la companyia és coneguda  Westinghouse Electric & Manufacturing Company .
- 1922, l'empresa absorbeix ' Electric Supply Company .
- 1940, l'empresa va tornar en l'àmbit aeronàutic (radars reactor nuclears) i el camp militar
- 1945,  Westinghouse Electric and Manufacturing Company és    Westinghouse Electric Corporation.
- 1960 Paul Rand crea el logotip de l'empresa, una W estilitzat i blau en cercles en blau.
- 1961 adquisició de Thermo King Corporation  .
- 1974, la indústria de la revenda dels equips elèctrics a l'  White Consolidated Industries.
- 1995, l'empresa va comprar CBS.
- 1997, cambia el nom a CBS Corporation
- 1999, CBS va vendre les seves activitats nuclears a British Nuclear Fuel Limited, que canvia el nom a Westinghouse Electric Company.
- 2006, la companyia passa sota el paraigua de la Toshiba Corporation.
- 2007, adquisició de l'empresa francesa ASTAR , s'especialista en projectes d'enginyeria i direcció de projectes nuclears civils

## Innovacions
George Westinghouse havia fundat el fre d'aire Westinghouse   Company (coneguda actualment de WABCO, líder mundial en el seu àmbit), a càrrec d'explotar el seu de patents en els frens pneumàtics (que és l'inventor original de Rennes Jacques Leforestier). Westinghouse Electric va rebre el dret a operar la primera patent sobre la transmissió de corrent altern, per Nikola Tesla. Aquesta tecnologia es va fer servir primer per la il·luminació a Great Barrington, Massachusetts. L'empresa està darrere de la transmissió de llarga distància de transmissió elèctrica de corrent i tensió alta. L'empresa va ser històricament rivals General Electric.

## Westinghouse França
Una companyia anomenada  equips Schneider Electric- Westinghouse, filial de Schneider i Co es crea el 1929, després de la compra d'una llicència per construir material elèctric   Westinghouse. Aquesta empresa es va fusionar amb Forges et Ateliers de Constructions Electriques Jeumont a 1964, per donar a llum a Jeumont-Schneider (actualment Jeumont Industries, Grup Areva).
 Westinghouse va vendre la seva llicència el 1974 per als reactors nuclears d'aigua a pressió a Framatome (actualment Areva NP). Aquesta Framatome li va permetre construir l'actual nuclear francesa.
 Westinghouse és present a França amb 300 empleats en tres llocs (Orsay a Marsella i Manosque a Provença).
La seva activitat és el servei a l'energia nuclear en les àrees de manteniment, funcionament, l'evolució i el desmantellament de plantes i de combustible, també proporciona prop del 20% dels elements combustibles utilitzats en la centrals nuclears franceses.